# Ramiers
Els Edificis de Ramiers situats a Milot, al nord d'Haití, van ser declarats com a Patrimoni de la Humanitat per la UNESCO l'any 1982 amb la denominació de Parc Nacional Històric: Ciutadella, Sans Souci, Ramiers.
Aquests edificis van ser construïts per Henri Christophe, autoproclamat rei Enric I d'Haití. Aquests edificis representen un dels símbols nacionals de la llibertat, sent els primers construïts pels esclaus negres que havien reconquerit la seva llibertat.